# Bhandara trita
Bhandara trita är en insektsart som beskrevs av Walker 1851. Bhandara trita ingår i släktet Bhandara och familjen dvärgstritar. Inga underarter finns listade i Catalogue of Life.